# Zellerfélék
A zellerfélék (Apiaceae) az ernyősvirágzatúak (Apiales) rendjének egy családja.

## Rendszerezés
Története során az Apiaceae család rendszerezése többször is jelentősen változott. Régebben Umbelliferae néven volt ismert, ami szó szerinti fordításban „ernyőhordozó”-t jelent, ezért magát a családot nevezték „ernyősvirágzatúak”-nak. Egyes rendszerezők (pl. Soó) a Cornaceae és az Araliaceae családokat az Umbellales rendbe sorolták. Később a Cornaceae-t, más családokkal együtt, a Cornales, az Umbelliferae-t Apiaceae néven és az Araliaceae-t pedig, más családokkal együtt, az Araliales (Tahtadzsján, Thorne, Dahlgren, Hortobágyi), majd az Apiales (Cronquist, APG) rendbe helyezték .
Az APG III-rendszerben a családba sorolták a korábban önálló családként leírt Mackinlayaceae-t.

## Jellemzők
Csaknem valamennyien lágyszárúak; többségük az északi flórabirodalomban, azaz az északi félteke mérsékelt övi területein terjedt el. Gyakran nőnek sztyeppeken, réteken, mocsarakban és erdőkben.
Száruk tömött csomókra és üres szártagokra tagolódik. Leveleik szórtan állnak, a legtöbbször összetettek és tagoltak. Szárukat kiszélesedő, hüvelyszerű levélalap veszi körül. Összetett ernyővirágzatuk ernyőből és ernyőcskékből áll. Ezek támasztólevelei a gallér-, illetve a gallérkalevelek. A kicsi, fehér vagy rózsaszín virágok aktinomorfak, de az ernyőcske peremén állók gyakran zigomorffá válnak. A termő diszkuszt visel, a termés két részterméskére hasadó ikerkaszat. A mag erősen fejlett, nagy zsír- és fehérjetartalmú endospermiummal. A csíra kicsiny. A részterméskék egy központi terméstartón, az ún. karpoforumon függenek, és megérve leválnak róla. Maghéjuk és terméshéjuk összenőtt. A nemzetségeket, fajokat gyakran a változatos felépítésű részterméskék alapján határozhatjuk meg. Bordás termésfalaikban skizogén eredetű olajjáratok alakulnak ki, emiatt sok fajuk értékes fűszer- vagy gyógynövény:
- ánizs,
- angelikafű,
- édeskömény,
- fűszerkömény,
- római kömény,
- kapor,
- koriander,
- lestyán,
- petrezselyem,
- zeller,
- pasztinák,
- zamatos turbolya,
- Thapsia

Ismert gyomnövények is tartoznak ide:
- foltos bürök,
- mérges ádáz,
- medvetalp,
- murok.

Néhány fajuk mérgező alkaloidokat termel. Emiatt a vadon élő zellerfélék szedése nem ajánlott, ugyanis az egyes fajok megkülönböztetése képzett emberek számára sem egyszerű.